# Antoine Kahn
Antoine Kahn é um professor americano de engenharia eléctrica e membro de sociedades como a American Vacuum Society desde 1999 e a American Physical Society para a qual foi eleito em 2002. Em 1974, ele recebeu um diploma do Instituto de Tecnologia de Grenoble em engenharia electrónica e também fez mestrado e doutoramento pela Princeton University que obteve em 1976 e 1978, respectivamente.